# I bagni del sabato notte
I bagni del sabato notte è un film indipendente del 1975 diretto da David Buckley.

## Trama
Michael, pianista del Montana che si è recentemente trasferito a New York, trova lavoro presso i Continental Baths, molto frequentati da persone omosessuali.

## Produzione
Il film è stato girato presso i famosi Continental Baths dove, tra gli altri, Bette Midler ha iniziato la sua carriera.
Le riprese ai Baths hanno visto la partecipazione di oltre 800 comparse, tra cui alcune dell'elite di New York. Sono stati tutti pagati 1 dollaro per la loro parte ed hanno dovuto firmare dei comunicati prima di essere ammessi. La rivista Beyond the Fringe venne girata in quello stesso momento e l'astuto spettatore può vedere Dudley Moore e Peter Cook sorseggiare un drink tra la folla.